# Gullade
Gullade (llamada oficialmente Santo Acisclo de Gullade) es una parroquia y un caserío español del municipio de Monforte de Lemos, en la provincia de Lugo, Galicia.

## Otras denominaciones
La parroquia también es conocida por el nombre de San Acisclo de Gullade.

## Límites
Limita al norte con las parroquias de Piñeira y Monforte de Lemos, al este con Nocedas, y al sur y oeste con Guntín.

## Organización territorial
La parroquia está formada por diez entidades de población, constando nueve de ellas en el anexo del decreto en el que se aprobó la actual denominación oficial de las entidades de población de la provincia de Lugo:

### Entidades de población
Entidades de población que forman parte de la parroquia:
- Carretera (A Estrada)
- Cima de Vila
- Eirexe (A Eirexe)
- Gullade*
- Lagar (O Lagar)
- Lende (A Lende)
- Pereiras (As Pereiras)
- Río (O Río)
- Val de Ourense (Valdourense)

### Despoblado
Despoblado que forma parte de la parroquia:
- A Chá

## Demografía

### Parroquia
| Gráfica de evolución demográfica de Gullade (parroquia) entre 2000 y 2020 |
|                                                                           |
| Datos según el nomenclátor publicado por el INE.                          |

### Caserío
| Gráfica de evolución demográfica de Gullade (caserío) entre 2000 y 2020 |
|                                                                         |
| Datos según el nomenclátor publicado por el INE.                        |